# علی‌آباد کویر
علی‌آباد کویر روستایی در دهستان سفیددشت بخش مرکزی شهرستان آران و بیدگل استان اصفهان ایران است.

## جمعیت
بر پایه سرشماری عمومی نفوس و مسکن در سال ۱۳۹۵ جمعیت این روستا ۱٬۳۷۵ نفر (۴۱۲خانوار) بوده‌است.